# Tomislav Brnas
Tomislav Brnas je bivši hrvatski reprezentativni rukometaš, trenutačno trener rukometnoga kluba Rudar iz Ruda.
Karijeru je počeo u RK Metkoviću, za koji je nastupao i u Ligi prvaka. Kasnije je nastupao za RK Dubravu, RK Medveščak, RK Moslavinu, RK Sesvete i RK Rudar. Poznat je kao kružni napadač niskoga težišta i vješte realizacije. Bio je član juniorske reprezentacije u generaciji Čupića, Kopljara, Muse.
Ozljeda ramena i splet okolnosti spriječile su ga u stvaranju veće karijere kao igrača.
Bio je sudionik EP do 18 održanog 2004. godine u Beogradu, na kojem je osvojio srebro.